# Lophozia turbinata
Lophozia turbinata là một loài Rêu trong họ Jungermanniaceae. Loài này được Stephani mô tả khoa học đầu tiên..